# Xanthonia pinicola
Xanthonia pinicola är en skalbaggsart som beskrevs av Schaeffer 1934. Xanthonia pinicola ingår i släktet Xanthonia och familjen bladbaggar. Inga underarter finns listade i Catalogue of Life.